# Stanisław Grodziski
Stanisław Grodziski (ur. 2 stycznia 1929 w Prusach, zm. 30 maja 2020 w Krakowie) – polski historyk prawa, profesor nauk prawnych, autor kilkuset prac badawczych oraz wydawnictw źródłowych, kierownik Katedry Historii Prawa Polskiego Uniwersytetu Jagiellońskiego (1970–1978), dziekan Wydziału Prawa i Administracji Uniwersytetu Jagiellońskiego (1978–1981), prorektor Uniwersytetu Jagiellońskiego (1987–1990), członek i w latach 1994–2000 wiceprezes Polskiej Akademii Umiejętności, doktor honoris causa Uniwersytetu Wrocławskiego.

## Życiorys
Urodził się 2 stycznia 1929 w Prusach koło Krakowa, jako syn Stanisława Grodziskiego, pochodzącego z rodziny chłopskiej adwokata, doktora praw; i Janiny Wandy, nauczycielki. Jego rodzice przed wybuchem II wojny światowej byli właścicielami majątku w Skotnikach pod Krakowem. Majątek ten został im odebrany najpierw w 1939 przez okupacyjne władze niemieckie, a potem w 1945 przez władze polskie.
Szkołę powszechną (podstawową) Stanisław Grodziski ukończył rok po wybuchu wojny. W czasie okupacji uczęszczał na tajne komplety gimnazjalne. Osierocony wkrótce po zakończeniu wojny, podejmował rozmaite prace m.in. administratora domów, sprawozdawcy sportowego, pracownika księgarni. Świadectwo dojrzałości uzyskał w 1946 w Krakowie, na kursach wieczorowych.
Studia na Wydziale Prawa Uniwersytetu Jagiellońskiego rozpoczął w 1947. W czasie studiów utrzymwał się samodzielnie, wspierany przez siostrę Beatę Wołoszyńską. Uczęszczał na seminarium Adama Vetulaniego , którego nazwał potem swoim „mistrzem”. Studia ukończył w 1951 roku. W tym samym roku podjął pracę naukową na Uniwersytecie Jagiellońskim jako asystent. W 1953 został starszym asystentem, a w 1955 adiunktem.
Stopień doktora nauk prawnych uzyskał w 1959 roku na podstawie pracy Ludzie luźni. Studium z historii państwa i prawa polskiego napisanej pod kierunkiem Adama Vetulaniego. Habilitację w zakresie historii prawa uzyskał w 1963 na podstawie dorobku naukowego oraz pracy Obywatelstwo w szlacheckiej Rzeczypospolitej. Mianowany profesorem nadzwyczajnym w 1972, po ośmiu latach uzyskał profesurę zwyczajną.
W latach 1970–1978 był kierownikiem Katedry Historii Prawa i Państwa Polskiego na Wydziale Prawa i Administracji UJ. W latach 1978–1981 był dziekanem Wydziału Prawa i Administracji UJ, a w latach 1987–1990 prorektorem Uniwersytetu Jagiellońskiego. W 1999 przeszedł na emeryturę.
Opublikował ponad czterysta pięćdziesiąt prac o tematyce historyczno-prawnej, w tym książki. Specjalizował się w historii państwa i prawa polskiego czasów nowożytnych (1772–1918) na tle historii państwa i prawa państw zaborczych, przede wszystkim Austrii, w historii parlamentaryzmu polskiego XV–XVII w., historii kultury prawnej w Polsce i Europie.
Opracował do druku źródła historyczne, w tym cztery tomy Volumina Constitutionum, obejmujących „całość dorobku ustawodawczego staropolskich sejmów” od 1492 roku, to znaczy „wszystkie konstytucje, czyli ustawy i wszystkie uchwały, jakie zapadały na sejmach, bez względu na to, czy miały one charakter wieczysty, czy czasowy”. Był przewodniczącym Komitetu Redakcyjnego Czasopisma Prawno-Historycznego, a także członkiem komitetów redakcyjnych Polskiego Słownika Biograficznego, Kwartalnika Prawa Prywatnego, Archivum Iuridicum Cracoviense oraz Krakowskich Studiów Prawniczych.
Był autorem historycznych książek popularnonaukowych. Za książkę Rzeczpospolita Krakowska, jej lata i ludzie (Wydawnictwo Universitas) został uhonorowany w kwietniu 2012 Nagrodą Krakowska Książka Miesiąca.
W 2014 roku ukazały się jego wspomnienia Klio, córka Mnemosyne, kelnerka z „Kopciuszka”. Kraków 1968–1982 .
Był członkiem PEN-Clubu, Societé d’Histoire de Droit, International Commission for the History of Parliamentary and Representative Institutions (Commission Internationale pour l’Histoire des Assembles d’Etats), Europäische Akademie Otzenhausen, Polskiego Towarzystwa Historycznego (także członkiem Zarządu Głównego PTH), Komitetu Nauk Prawnych Polskiej Akademii Nauk, Komitetu Nauk Historycznych Polskiej Akademii Nauk, członkiem Komisji Prawniczej i Komisji Historycznej krakowskiego oddziału PAN, członkiem Rady Naukowej Archiwum Nauki PAN i PAU w Krakowie, członkiem Komitetu Badań Naukowych oraz Instytutu Zachodniego.
Brał udział w reaktywowaniu Polskiej Akademii Umiejętności, której od 1989 był członkiem, a w latach 1994–2000 wiceprezesem.
Zasiadał w jury Nagrody im. Kazimierza Wyki.
Był uczestnikiem prac Centrum Obywatelskich Inicjatyw Ustawodawczych Solidarności, a także konsultantem zespołu opracowującego tekst Konstytucji RP z 1997 i członkiem zespołu doradczego premiera RP do przygotowania reformy administracyjnej państwa.
Poza Uniwersytetem Jagiellońskim był zatrudniony w innych uczelniach, m.in. w Krakowskiej Akademii im. Andrzeja Frycza Modrzewskiego.
Przez cały okres swojej działalności „był bezpartyjny i nie związany z żadną orientacją polityczną”.
Jego córką jest Karolina Grodziska-Ożóg.
Zmarł 30 maja 2020 w Krakowie. Został pochowany na Cmentarzu Salwatorskim 9 czerwca 2020.
Pamięci Stanisława Grodziskiego poświęcono publikację pt. Honorowi obywatele miasta Krakowa (1818-2021) i laureaci medalu „Cracoviae Merenti” (1993-2021), wydaną w 2022.

## Wybrane publikacje
- Ludzie luźni. Studium z historii państwa i prawa polskiego (1961)
- Obywatelstwo w szlacheckiej Rzeczypospolitej (1963)
- Historia ustroju społeczno-politycznego Galicji 1772–1848 (1971)
- W Królestwie Galicji i Lodomerii (1976)
- W obronie czci niewieściej – szkice z dziejów kultury prawnej (1981, wyd. 2 – 2000)
- Franciszek Józef I (1978, wyd. 4 – 2006)
- Sejm krajowy galicyjski 1861–1914, Wydawnictwo Sejmowe, Warszawa 1992, ISBN  8370590527
- Wzdłuż Wisły, Dniestru i Zbrucza. Wędrówki po Galicji (1998)
- Porównawcza historia ustrojów państwowych (1998)
- Habsburgowie (1998)
- Polska w latach przełomu 1764–1815, Kraków 1999, ISBN  8385719350, ISBN  8385719458
- Z dziejów staropolskiej kultury prawnej (2004)
- Rzeczpospolita Krakowska, jej lata i ludzie, Kraków 2012, ISBN  9788324216857
- Klio, córka Mnemosyne, kelnerka z „Kopciuszka”. Kraków 1968–1982, wspomnienia (2014, wyd. 2 – 2018)
- Za trzecim razem. Zapiski uniwersyteckie z lat 1968, '81, 1989 (2017)
- Wkład krakowskiego i ogólnopolskiego środowiska prawniczego w budowę podstaw ustrojowych III Rzeczypospolitej (1980–1994). Projekty i inicjatywy ustawodawcze, ludzie, dokonania i oceny, redakcja (2018)

### Wydawnictwa źródłowe
- Andrzej Komoniecki, Chronografie albo Dziejopis Żywiecki (wyd., 1987)
- Volumina Constitutionum, T. 1, 1493–1549. Vol 2, 1527–1549 (przyg. do druku, 2000), wraz z Wacławem Uruszczakiem i Ireną Dwornicką
- Volumina Constitutionum, T. 2, 1550–1609. Vol. 1, 1550–1585 (przyg. do druku, 2005), wraz z Wacławem Uruszczakiem i Ireną Dwornicką
- Volumina Constitutionum, T. 3, 1611–1640. Vol. 1, 1611–1626 (przyg. do druku, 2010), wraz z Marcinem Kwietniem i Anną Karabowicz
- Stanisław Grodziski 1889–1946. Dziennik krakowskiego adwokata (oprac. wspólnie z Karoliną Grodziską, 2013 ISBN 978-83-929332-3-6)
- Kronika Jazowska Zapiski do dziejów sądecczyzny z lat 1662–1855 (wyb. i oprac., 2015)
- Volumina Constitutionum, T. 4, 1641–1668. Volumen 2, 1659–1668 (przyg. do druku, 2017), wraz z Marcinem Kwietniem i Krzysztofem Foktem

## Nagrody i wyróżnienia
- Austriacka Nagroda Państwowa im. Antona Gindleya za osiągnięcia naukowe w badaniach nad Galicją i Monarchią Habsburską (1993)[1][4]
- Krzyż Oficerski Orderu Odrodzenia Polski „za wybitne zasługi w pracy naukowo-dydaktycznej” (1994)[18]
- Krzyż Komandorski Orderu Odrodzenia Polski „za wybitne zasługi w pracy naukowo-dydaktycznej i wychowawczej” (2000)[19]
- Doktor honoris causa Uniwersytetu Wrocławskiego (2002)[20]
- Medal Merentibus przyznany przez senat Uniwersytetu Jagiellońskiego (2006)[21]
- Medal „Za Zasługi Dla Miasta Żywca” (2007)[22]
- Honorowe obywatelstwo miasta Żywca (2009)[22][23]
- Odznaka „Zasłużony Działacz Kultury” (1985)[24]
- Medal „Pro Memoria” za pielęgnowanie pamięci o walce Polski o niepodległość (2010)[25]
- Odznaka „Adwokatura Zasłużonym” (2010)[25]
- Nagroda Krakowska Książka Miesiąca (2012)
- Odznaka „Honoris Gratia” (2014)[26]
- Medal „Polonia Minor” przyznany przez Marszałka Województwa Małopolskiego (2017)[27]
- Nagroda Miasta Krakowa (2018)[28][29]